# Martin Knoller

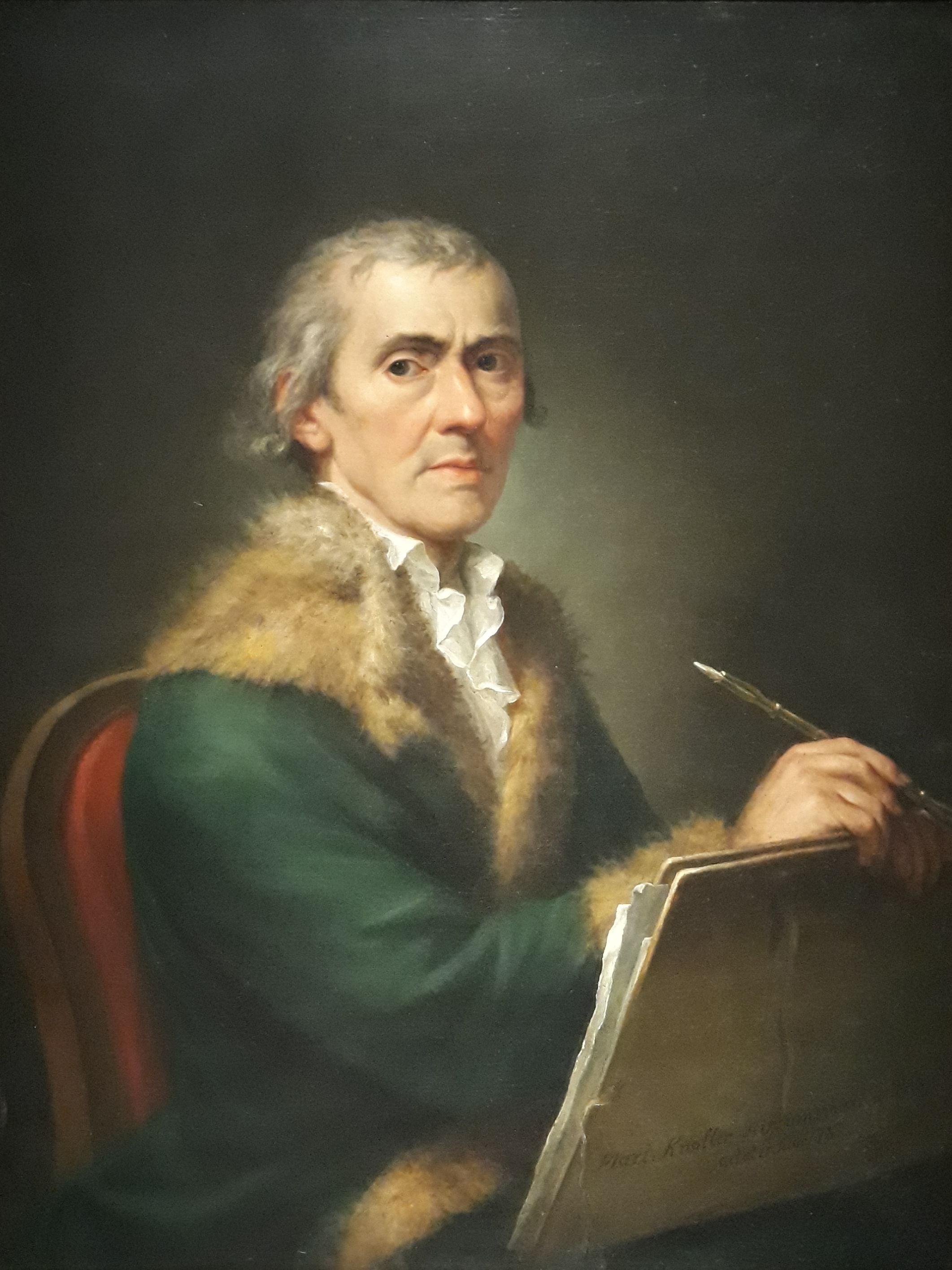
Martin Knoller, Selbstbildnis 1803

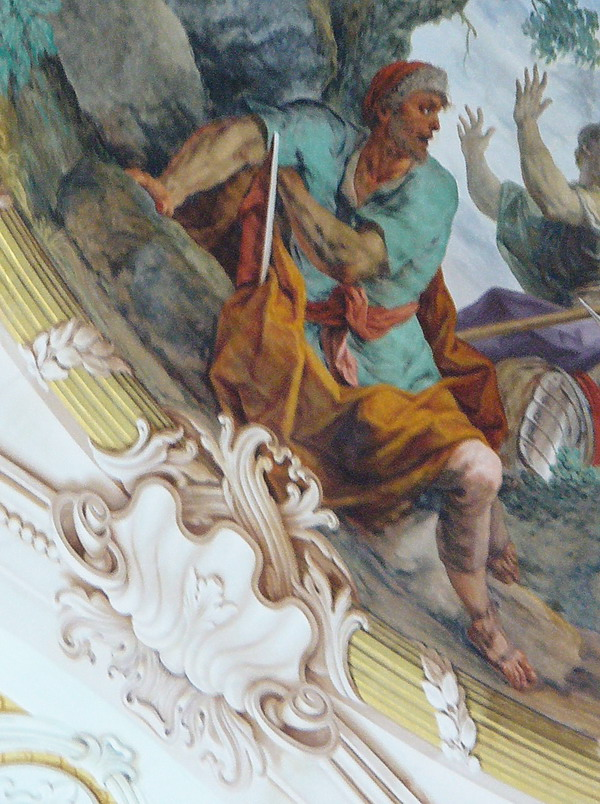
Selbstbildnis Knollers, integriert in ein Deckenfresko der Klosterkirche Neresheim

Martin Knoller (* 18. November 1725 in Steinach am Brenner; † 24. Juli 1804 in Mailand) zählt zu den hervorragendsten Freskomalern seiner Zeit im süddeutschen und österreichischen Raum.

## Leben und Werk

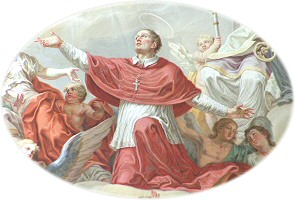
Hl. Karl Borromäus in der Karlskirche Volders

Martin Knollers erster Lehrer war Paul Troger, mit dem er zuerst nach Salzburg und dann nach Wien ging.

Fresko in der Karlskirche in Volders

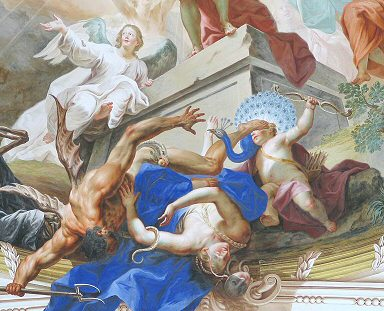
Deckengemälde im Benediktinerstift Neresheim

Sein erstes Werk ist das 1754 entstandene Fresko in der Pfarrkirche St. Stephanus von Anras in Osttirol. Es steht noch ganz unter dem Einfluss Trogers.
1755 ging Knoller nach Rom, wo er durch seine dortigen Lehrmeister Anton Raphael Mengs und Johann Winckelmann mit dem Klassizismus in Berührung kam.
Knollers Werke stehen im Spannungsfeld vom Übergang des Rokoko zum Klassizismus, wobei sich aber seine Tafelbilder stärker dem Klassizismus nähern als seine Fresken. Beides entbehrt bereits das barocke Pathos.
Die Figurengruppen in Knollers Fresken zeichnen sich durch eine klare Überschaubarkeit aus, die auf den bunten und oft leuchtenden Farben der Gewänder gründet.
In Mailand, wo Martin Knoller eine wohlhabende Kaufmannstochter heiratete, war er auch Professor an der dortigen Akademie.
Sein großer Gönner war Karl Joseph Graf Firmian, der als Minister der Lombardei in Mailand residierte. Knoller schuf auch zahlreiche Werke für ihn.
Von 1760 bis 1765 war er wieder in Rom. In den Sommermonaten der nachfolgenden Jahre entstanden dann seine bedeutendsten Fresken in Tirol, Bayern und Baden-Württemberg. Knoller war nicht nur Fresko-, sondern auch ein vorzüglicher Tafelbildmaler und Meister der Perspektive.
Zu seinen Schülern zählen Joseph Bergler der Jüngere, Michael Köck, Matthias Ruef und Joseph Schöpf.
Martin Knoller starb am 24. Juli 1804 im Alter von 78 Jahren in Mailand.

## Ehrungen
Im Jahr 1953 wurde in Wien-Donaustadt (22. Bezirk) die Knollergasse nach ihm benannt. In Bozen trägt die Martin-Knoller-Straße im Stadtteil Gries-Quirein seinen Namen, in Innsbruck die Knollerstraße im Stadtteil Pradl. Auch in Volders in Tirol trägt die Martin-Knoller-Straße seinen Namen.

## Werke

### Fresken
- Pfarrkirche Anras in Osttirol (1754)
- Karlskirche in Volders (1765)
- Klosterkirche Mariä Himmelfahrt im Kloster Ettal (1769)
- Klosterkirche Neresheim (1770–1775)
- Stiftskirche Gries in Bozen (1772–1775)
- Palais Taxis in Innsbruck (1785/86)
- Ansitz Gerstburg in Bozen, Deckenfresko „Einzug der Aurora“

### Altarbilder (Auswahl)
- Hochaltarbild (1786) und drei Seitenaltarbilder (1763, 1765, 1794) in der Klosterkirche Mariä Himmelfahrt im Kloster Ettal
- Hochaltarbild für die Karlskirche Volders (1767)
- Servitenkirche in Innsbruck
- Pfarrkirche Steinach am Brenner
- Hochaltarbild und zwei Seitenaltarbilder in der Klosterkirche in Benediktbeuern (1788)
- Hochaltarbild Hl. Georg als Drachentöter, Deutschhauskirche in Bozen (1799)
- Zwei Seitenaltarbilder in der Pfarrkirche St. Nikolaus, Meran